# Jing (medicina china)
Jīng (chino: 精; Wade-Giles: ching) es la palabra china para "esencia", específicamente esencia de riñón. Junto con el qì y el shén, es considerado uno de los Tres Tesoros (Sanbao 三寶) de la medicina tradicional china o MTC.

## Descripción
Según la tradición, el jīng se almacena en los riñones y es la materia física más densa dentro del cuerpo (a diferencia del shén que es la más volátil). Se dice que es la base material del cuerpo físico y es de naturaleza yīn, lo que significa que nutre, alimenta y refresca el cuerpo. Como tal es un concepto importante en las artes marciales internas. El jīng también es considerado por algunos como el portador de nuestro patrimonio (similar al ADN). Se cree que la producción de semen, en el hombre, y de sangre menstrual (o embarazo), en la mujer, son las mayores fuentes de jīng Por ello, algunos incluso equiparan jīng con el semen, pero esto es inexacto; el jīng circula por los ocho vasos extraordinarios y crea médula y semen, entre otras funciones.
El jīng (精; esencia) no debe confundirse con el concepto relacionado de jìn (勁; poder), ni con jīng (經; trama/contrahilo), que aparece en muchos de los títulos de libros antiguos chinos, como el Nèi Jīng, yì jīng y Chá Jīng, el texto fundamental sobre todo el conocimiento asociado al té.
Las características que constituyen los signos de un buen jing (por ejemplo, la estructura facial, los dientes, el cabello, la fuerza de las glándulas suprarrenales o los riñones) comparten el origen embriológico de las células de la cresta neural. Estas células sufren inmensas y desafiantes migraciones celulares que requieren una gran organización. Como tal, el jing puede representar simplemente la fuerza de la autoorganización embrionaria en el organismo. Esto se manifestará más fuertemente en aquellas células que requieren más organización, es decir, las células de la cresta neural.

## Atribuciones
Se dice que uno nace con una cantidad fija de jīng (el jīng prenatal se llama a veces yuanqi) y también se puede adquirir jīng de los alimentos y varias formas de estimulación (ejercicio, estudio, meditación).
Teóricamente, el jīng se consume continuamente en la vida; por el estrés diario, la enfermedad, el abuso de sustancias, la falta de moderación en la sexualidad, etc.
El jīng prenatal es muy difícil de renovar, y se dice que se consume completamente al morir.

## Restauración
El jīng se considera por lo tanto muy importante para la longevidad en la medicina tradicional china (MTC); muchas disciplinas relacionadas con el qìgōng se dedican a la reposición del jīng "perdido" mediante la restauración del jīng post-natal. En particular, las artes marciales internas (especialmente el T'ai chi ch'uan) y la Marcha en Círculo de Baguazhang pueden ser utilizadas para preservar el jīng prenatal y generar jīng postnatal, si se realizan correctamente. Se dice que el ginseng, en particular el coreano y el chino, refuerza el jīng. 
Una mención temprana del término en este sentido se encuentra en un texto del siglo IV a. C. llamado Neiye "Entrenamiento Interno" (內業) de un libro más amplio compilado durante la dinastía Han, el Guǎnzi (管子).